# Меретсегер
Меретсегер (или Мертсегер) е тиванска кобра-богиня в древноегипетската религия, която отговаря за охраняването и опазването на необятния Тивански некрополис на западните брегове на река Нил, пред град Тива, и най-вече силно охранявата Долина на царете. Култът към нея е типичен за Новото царство (1550 – 1070 пр.н.е.).

## Роля и характеристики
| mr · r · O34 | W11 · r | B1 | I12 |

| mr · r · O34 | W11 · r | B1 | I12 |

Името Меретсегер означава „тази, която обича тишината“ във връзка с тишината на пустинното гробище, което охранява или, според друга интерпретация, „любима на онзи, който прави тишина (Озирис)“.
Меретсегер е покровителка на занаятчиите и работниците от Дейр ел-Медина, които построяват и украсяват великите кралски и благородни гробници. Оскверняването на богати царски погребения е факт още през Старото царство (27 – 22 век пр.н.е.), понякога и от самите работници: генезисът на Меретсегер е спонтанната нужда да се идентифицира богиня пазителка на гробниците, както опасна, така и милостива. Нейният култ, също присъстващ в Есна (близо до Луксор), достига своя връх през 18-а династия. Съпругата на фараона от Средното царство Сенусрет III (около 1878 – 1839 г. пр.н.е.) се е наричала Меретсегер; тя е първата, която носи титлата Велика царска съпруга (която се превръща в стандартна титла за главните съпруги на фараоните) и първата, чието име е написано в картуш.
Богинята Меретсегер е била почитана от гилдията на работниците, която много се е страхувала от гнева ѝ. Като местно божество, на нея са посветени само малки скални храмове (като този, разположен на пътеката, водеща към Долината на цариците) и някои стели с молитви и трогателни молби за прошка, както и различни капелети точно в подножието на хълма, посветени на нея.

## Снимки
- Двойно изображение на Меретсегер (отгоре) и змии (отдолу). Лувър, Париж.
- Стела с изображение на Меретсегер. Лувър, Париж.
- Меретсегер на остракон. Египетски музей, Кайро.
- Стела с жена, боготворяща Меретсегер. Египетски музей, Кайро.
- Стела с жена, боготворяща Меретсегер над змии. Лувър, Париж.